# Brezovica (Slovénie)
Pour les articles homonymes, voir Brezovica.
Brezovica pri Ljubljani (en allemand : Bresowitz) est une commune de Slovénie située à proximité de la capitale Ljubljana en bordure des Alpes juliennes.

## Géographie
Brezovica est bordée à l'est par la commune de Ljubljana, au sud par Cerknica, à l'ouest par Borovnica et Vrhnika et au nord par celle de Dobrova. Un tiers de la région est composé de zones plates et marécageuses avec quelques petites collines isolées. Cette région est traversée par la rivière Ljubljanica. Le reste de la région est recouvert de forêts.

### Villages
Les villages qui composent la commune sont Brezovica pri Ljubljani, Dolenja Brezovica, Gorenja Brezovica, Goričica pod Krimom, Jezero, Kamnik pod Krimom, Notranje Gorice, Planinca, Plešivica, Podpeč, Podplešivica, Preserje, Prevalje pod Krimom, Rakitna, Vnanje Gorice et Žabnica.

## Histoire
Dans le passé, la zone marécageuse était recouverte par un lac. Celui-ci a été décrit par l’écrivain slovène Janez Jalen dans son livre Bobri (« Castors »). Déjà au temps des romains la zone était traversée par quelques voies romaines. L’utilisation de la forêt, l’irrigation de la zone et la proximité de la ville de Ljubljana a permis à la région de développer l’agriculture. Les pierres de la région étaient par ailleurs exploitées. Le territoire de la commune a été défini en 1994.

## Faune
Vu sa géographie marécageuse, la région de Brezovica abrite énormément de grenouilles.

## Démographie
La population de la commune est en constante augmentation depuis 1999 avec un peu plus de 12 000 habitants,.
Évolution démographique
| 1999   | 2000   | 2001   | 2002   | 2003   | 2004   | 2005   | 2006   | 2007   |
| ------ | ------ | ------ | ------ | ------ | ------ | ------ | ------ | ------ |
| 8 932  | 9 076  | 9 256  | 9 451  | 9 623  | 9 769  | 9 906  | 10 015 | 10 179 |
| 2008   | 2009   | 2010   | 2011   | 2012   | 2013   | 2014   | 2015   | 2016   |
| 10 492 | 10 552 | 10 806 | 11 129 | 11 382 | 11 620 | 11 761 | 11 884 | 11 974 |
| 2017   | 2018   | 2019   | 2020   | 2021   |        |        |        |        |
| 12 092 | 12 186 | 12 412 | 12 671 | 12 785 |        |        |        |        |